# Krusa annulata
Krusa annulata is een hooiwagen uit de familie Sclerosomatidae.